# Ana Petrušič
Ana Petrušič (11 aprile 1996) è una taekwondoka slovena.

## Palmarès
- Europei

Montreux 2016: argento nei 49 kg.